# Карньелли, Тони
Анто́н «То́ни» Карнье́лли (нем. Anton «Tony» Cargnelli; 1 февраля 1889, Вена — 27 июня 1974, Турин, в некоторых источниках — Альбенга) — австрийский футболист, защитник. После завершения карьеры игрока работал тренером в Германии и Италии.

## Карьера
Тони Карньелли родился в Вене в семье итальянца Джованни Баттисты Карньелли и австрийки Каролины. Он начал карьеру в клубе «Германия Швехат». Оттуда футболист перешёл в клуб ВАФ, с которым выиграл чемпионат Австрии. В 1920 году он вернулся в «Швехат», где выступал в роли играющего тренера. Затем Карньелли уехал в Германию, где тренировал «Кёльн 1899», «Идар-Оберштайн» и «Боруссию» из Дортмунда. Потом он тренировал «Адмиру» и был играющим тренером клуба «Мюльбург». Два сезона Карньелли был тренером румынского клуба «Политехника».
В 1927 году Карньелли уехал на родину своего отца — в Италию. Он возглавил клуб «Торино» и в первом же сезоне выиграл титул чемпиона страны. На второй сезон клуб занял 4 место, а в ноябре 1929 года австриец и вовсе был уволен. Затем он возглавил «Палермо» с целью вывести клуб в серию А. Клуб занял 3 место в серии В, а в середине следующего сезона покинул команду. Потом Карньелли возглавлял «Фоджу» и «Бари». В 1934 году Тони во второй раз стал тренером «Торино» и выиграл с клубом бронзовые медали чемпионата и Кубок страны. Далее австриец вновь возглавил «Бари», которому помог дважды избежать вылета из высшего итальянского дивизиона.
В 1938 году Карньелли возглавил «Амброзиану-Интер» и в первом же сезоне выиграл Кубок Италии, а через год чемпионат страны. Затем он третий раз он возглавил «Торино». Потом он работал в военных чемпионатах в «Лигурии» и «Кунео». Последним «большим» клубом в карьере Тони стал «Лацио», с котором австриец дважды занимал 10 место. Затем он работал в «Луккезе», «Болонье», «Алессандрии» и «Фодже».

## Достижения

### Как игрок
- Чемпион Австрии (1): 1913/1914

### Как тренер
- Чемпион Италии (2): 1927/1928, 1939/1940
- Обладатель Кубка Италии (2): 1935/1936, 1938/1939

## Личная жизнь
Антон был женат. Супругу звали Джулия. У них было двое детей — дочь Адриана (родилась 13 мая 1932 года, в замужестве взяла фамилию Каттанео) и сын Джованни (родился 22 мая 1939 года).